# Sangke

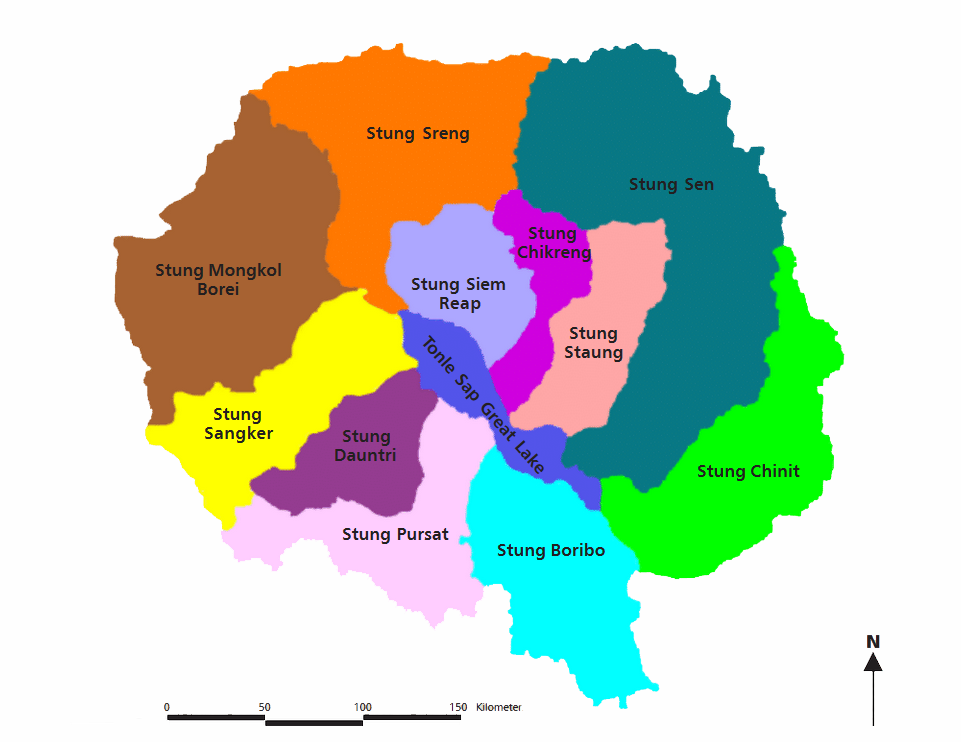
Die Subbecken der Flüsse rund um den Tonle-Sap-See

Der Sangke (khm. ស្ទឹងសង្កែ, Stung Sangkae; auch Stung Sangké oder Stung Sangkhae geschrieben) ist einer der Hauptflüsse in der Provinz Battambang im Nordwesten Kambodschas. Er ist ungefähr 250 km lang, entspringt im Westen der Provinz Pursat an der Grenze zu Thailand und durchfließt 6 Distrikte und 27 Gemeinden, bevor er in den Tonle Sap mündet. Die durchschnittliche Tiefe des Sangke beträgt laut Angaben des Provincial Department of Water Resource and Meteorology von Battambang (2013) während der Trockenzeit 2,35 m und während der Regenzeit 6,79 m. Der Fluss hat ein Einzugsgebiet von 3.225 km² mit einer jährlichen Niederschlagsmenge von ca. 1.500 mm. Der durchschnittliche Abfluss wird auf 5.679 m³/s geschätzt. Die wichtigsten Nebenflüsse sind der Chas, der Sreng, der Battambang und der Mongkol Borei.